# جگوار بی۹۹
جاگوار بی۹۹ (به انگلیسی: Jaguar B99) خودروی مفهومی است که توسط گروه برتون طراحی شده‌است. این خودرو برای اولین بار در سال ۲۰۱۱ نمایشگاه خودرو ژنو نشان داده شد. طراحی این خودرو ۴ در سدان است. این خودرو دو نسخه دارد: بی۹۹ و بی۹۹ جی‌تی. طراحی این خودرو توسط مایکل رابینسون و آدریان گریفتیس، طراحان گروه برتون و بر مبنای پلنگ انجام داده‌اند.

## بی۹۹
بی۹۹ یک خودرو ۴ در سدان است که از آلومینیم طراحی شده. این خودرو از طراحی در خودکشی بهره می‌برد. فاصله دو محور این خودرو ۲٬۸۰۰ میلیمتر (۱۱۰٫۲ اینچ) است.
در نام بی۹۹ حرف بی به معنی طراح این خودرو یعنی گروه برتون و عدد ۹۹ اشاره به این دارد که این طرح نود و نهمین طرح گروه برتون است.

## بی۹۹ جی‌تی
جاگوار بی۹۹ جی‌تی (به انگلیسی: Jaguar B99 GT) نام نسخه مسابقه‌ای جگوار بی۹۹ است. این خودرو ۵۰۰ میلیمتر (۱۹٫۷ اینچ) از مدل معمولی پهن‌تر و ۱۰۰ میلیمتر (۳٫۹ اینچ) از بی۹۹ معمولی پایین‌تر است.